# Giuseppe Saverio Poli
Giuseppe Saverio Poli (aussi : Xavier Poli) (né le 28 octobre 1746 à Molfetta et mort le 7 avril 1825 à Naples) est un physicien, un médecin et un naturaliste italien.
Il a exercé sa curiosité et publié sur plusieurs domaines de la connaissance scientifique, mais il doit l’essentiel de sa notoriété internationale actuelle à ses recherches sur les invertébrés marins, surtout mollusques.

## Biographie
Giuseppe Saverio Poli naquit en 1746 à Molfetta, petite ville des Pouilles, d’une famille honorable et aisée. Après avoir fait le cours de collège dans son pays, il fut envoyé par son père à l’Université de Padoue, où il étudia les langues anciennes, les mathématiques, la physique, la botanique et la médecine, et eut pour maîtres Facciolati, Poleni, Arduini, Caldani et Morgagni. Ce dernier lui voua une affection qui dura toute sa vie. Revenu dans sa patrie, Poli exerça la médecine, puis y renonça tout à fait pour se livrer exclusivement à l’étude des sciences naturelles. Après avoir visité les principales villes d’Italie, il alla se fixer à Naples, où il ne tarda pas à se distinguer autant par l’élégance de ses manières et de son langage que par l’étendue de ses connaissances. En 1776 il fut nommé professeur de géographie à l’académie militaire, puis envoyé par le roi en France, en Angleterre et en Allemagne, afin d’y visiter les principaux établissements d’instruction publique et acheter des instruments de physique pour l’académie militaire. À son retour à Naples il fut appelé à la chaire de physique expérimentale établie dans le grand hospice des incurables. Peu d’années après, le roi Ferdinand IV le choisit pour précepteur de son fils aîné, qui régna depuis sous le nom de François Ier. La célébrité de Poli, déjà grande à cette époque, prit un nouveau lustre par la publication des Testacés des Deux-Siciles, ouvrage qui, préparé de longue main avec soin, fit faire un pas immense à cette partie de l’histoire naturelle. Lister, Swammerdam, Willis, Heide, Adamson, Muller, s’en étaient occupés avant lui, mais leurs travaux incomplets ne sauraient être comparés à ceux du savant napolitain. Il avait employé douze ans à rassembler des coquilles, à entretenir des viviers, à disséquer des mollusques, à instruire les artistes chargés de dessiner et de colorier les planches. Déjà il avait publié deux volumes, et il préparait le troisième lorsque les événements politiques le forcèrent à abandonner ses riches collections, dont une partie fut envoyée à Paris en 1799 pour enrichir le musée d’histoire naturelle. Poli accompagna la famille royale dans ses deux exils et dans ses deux retours, et il ne tint pas à lui que la restauration napolitaine ne réagît chaque fois avec moins de cruauté et de violence. Il ne laissa échapper aucune occasion de protéger les lettres et les sciences auprès du gouvernement. C’est par ses soins surtout que la bibliothèque bourbonienne de Naples fut agrandie et ouverte au public, qu’un jardin botanique fut établi sur le mont Olivet, que le musée d’histoire naturelle fut augmenté de plusieurs milliers d’espèces de testacés, de crustacés, d’insectes et de minéraux. Aussi François Ier a-t-il voulu que cette partie du musée portât le nom de Poli. Ce savant avait de plus des connaissances fort étendues en numismatique, et il possédait une magnifique collection de médailles dont il fit don à son souverain. Atteint d’une grave et douloureuse maladie, il supporta ses souffrances avec une résignation toute chrétienne et mourut en avril 1825, après avoir chargé par testament Stefano Delle Chiaje, son ancien élève, professeur de médecine à l’Université de Naples, de coordonner la partie de ses manuscrits qui avait rapport aux testacés.

## Publications

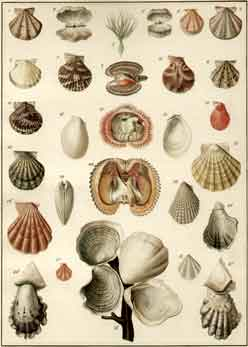
Planche de Testacea utriusque Siciliae eorumque historia et anatome.

- Lezioni di geografia e di storia militare, Naples, 1777, 2 vol. in-8° ; ouvrage destiné à l’enseignement des élèves de l’école militaire ;
- Ragionamento intorno allo studio della natura, Naples, 1781, in-8° ;
- Formazione del tuono, della folgore e di altre meteore ; Riflessioni intorno agli effetti di alcuni fulmini. Ces deux dissertations ont été insérées dans les Opuscoli scelti de Milan, in-12.
- Elementi di fisica sperimentale, Naples, 1787, 5 vol. in-8°. Ils ont eu onze éditions en Italie ; la dernière fut imprimée à Naples en 1824.
- Testacea utriusque Siciliæ eorumque anatome tabulis æneis illustrata, Parme, imprimerie royale (Bodoni), 1790-95, 2 vol. in-fol. Georges Cuvier, dans son Rapport historique sur les progrès des sciences naturelles, a rendu hommage à ce grand travail. « M. Poli, dit-il, a publié sur les animaux des coquilles du royaume de Naples un magnifique ouvrage où il expose et représente leur anatomie avec beaucoup d’exactitude et répand un jour tout nouveau sur leur physiologie. » En effet, les Testacea se distinguent non-seulement par la quantité et le choix des coquilles, par la solidité des doctrines, par la clarté et la précision des descriptions, mais encore par le luxe de l’exécution. Dessins, figures, coloriage, impression, tout y est d’un fini admirable. Après la mort de Poli, Stefano Delle Chiaje réunit les manuscrits du savant naturaliste et publia un troisième volume (Parme, imprimerie ducale, 1829, in-fol.), qui est tout à fait digne de ses aînés et qui se compose de deux parties. La première a été faite avec les fragments de Poli, la seconde est tout entière de Delle Chiaje. Comme dans les volumes précédents, le texte est en latin et l’explication des plantes en italien et en français.
- Memoria sul tremuoto, Naples, 1805 ;
- Viaggio celeste (Naples, 1804, 2 vol.) dans lequel sont décrites les lois qui régissent les astres. Ce poème, assez mauvais comme versification, ne vaut guère mieux au point de vue scientifique.
- Saggio sulla calamita e sulle sue virtù medicinali, Palerme, 1811. L’auteur y prodigue à la puissance médicale de l’aimant des éloges que l’application pratique ne justifie guère.
- Saggio di poesie italiane e sicole, Palerme, 1814, 2 vol. Cet essai est une nouvelle preuve que Poli n’était pas né poète.
- Traduzione in versi ilaliani del Miserere e del De profundis, Naples, 1824, 2 fascicules ;
- Massime per viver da saggio dettate agli alunni della real accademia militare, ouvrage posthume qui a été édité en 1829 par Giovanni Battista Ghio, bibliothécaire du roi de Naples.

On trouve dans le tome 1er des actes de l’Académie des sciences de Naples plusieurs dissertations dues aussi à Poli. Outre les fragments dont nous avons parlé, on a trouvé dans les papiers de Poli l’ébauche d’un poème intitulé Viaggio sotterraneo, qui, consacré aux phénomènes géologiques, devait servir de pendant au Viaggio celeste ; 2 volumes de Poesie varie ; une histoire raisonnée de la numismatique ; un mémoire sur le Vésuve, lu en 1824 dans une séance de la société d’encouragement, en présence d’Alexander von Humboldt et de plusieurs autres savants. La biographie de Poli a été écrite en italien par Serafino Gatti (Naples, 1825), et en latin par Stefano Delle Chiaje, en tête du troisième volume des Testacea. Le marquis Giuseppe Ruffo publia, à l’occasion de la mort de ce naturaliste, une ode (Cantica) accompagnée de notes, Naples, 1825, in-16.

### Sources
- « Poli (Joseph-Xavier) », dans Louis-Gabriel Michaud, Biographie universelle ancienne et moderne : histoire par ordre alphabétique de la vie publique et privée de tous les hommes avec la collaboration de plus de 300 savants et littérateurs français ou étrangers, 2e édition, 1843-1865 [détail de l’édition]
- Biographie sur le site de la Scuela Poli à Molfetta
- Biographie sur Encyclopedia.com